# Holital
Holital ist ein osttimoresischer Ort im Suco Bobonaro (Verwaltungsamt Bobonaro, Gemeinde Bobonaro).
Das Dorf liegt im Nordwesten der Aldeia Tuluata, auf einem Bergrücken, mit einer Meereshöhe von 671 m. Südöstlich schließt sich das Dorf Kulumba an. Südwestlich liegt das Dorf Mautaloh und eine weitere Straße führt nach Nordwesten in den Ort Bobonaro. Südlich auf der anderen Seite eines Tals befindet sich das Dorf Tuluata.